# چیتال
گوزن خالدار یا چیتال (نام علمی: Axis axis) نوعی گوزن است که بومی مناطق جنگلی هند، سری‌لانکا، نپال، بنگلادش، بوتان است. تعداد کمی از آن نیز در پاکستان یافت می‌شوند.

## توصیف ظاهری
رنگ پوست گوزن خالدار صورتی متمایل به قهوه‌ای است که بر خود خال‌های سفید دارد. بخش‌های زیرین بدن نیز سفیدرنگ هستند. شاخ‌های آن، که هر سال از نو بر سرش می‌رویند، بلند و سه-شاخه هستند و طولشان به ۷۵ سانتی‌متر می‌رسد. اندازه قامت این جانور ۹۰ سانتی‌متر است و وزنش به ۸۵ کیلوگرم می‌رسد ولی نرها در کل بزرگتر از ماده‌ها هستند. میانگین طول عمر ۸ تا ۱۴ سال است.

## نگارخانه

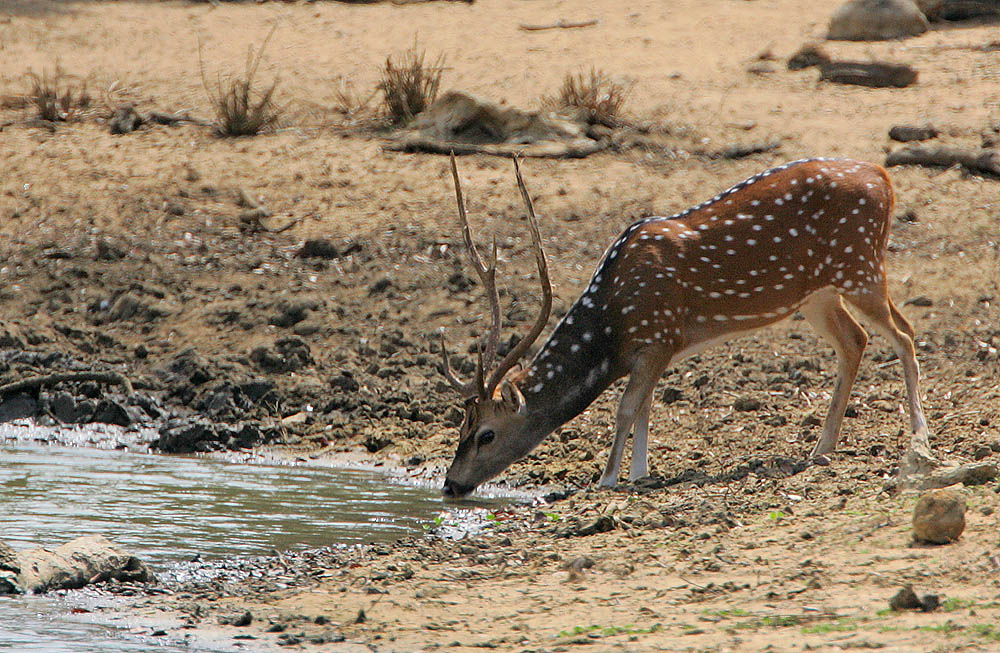
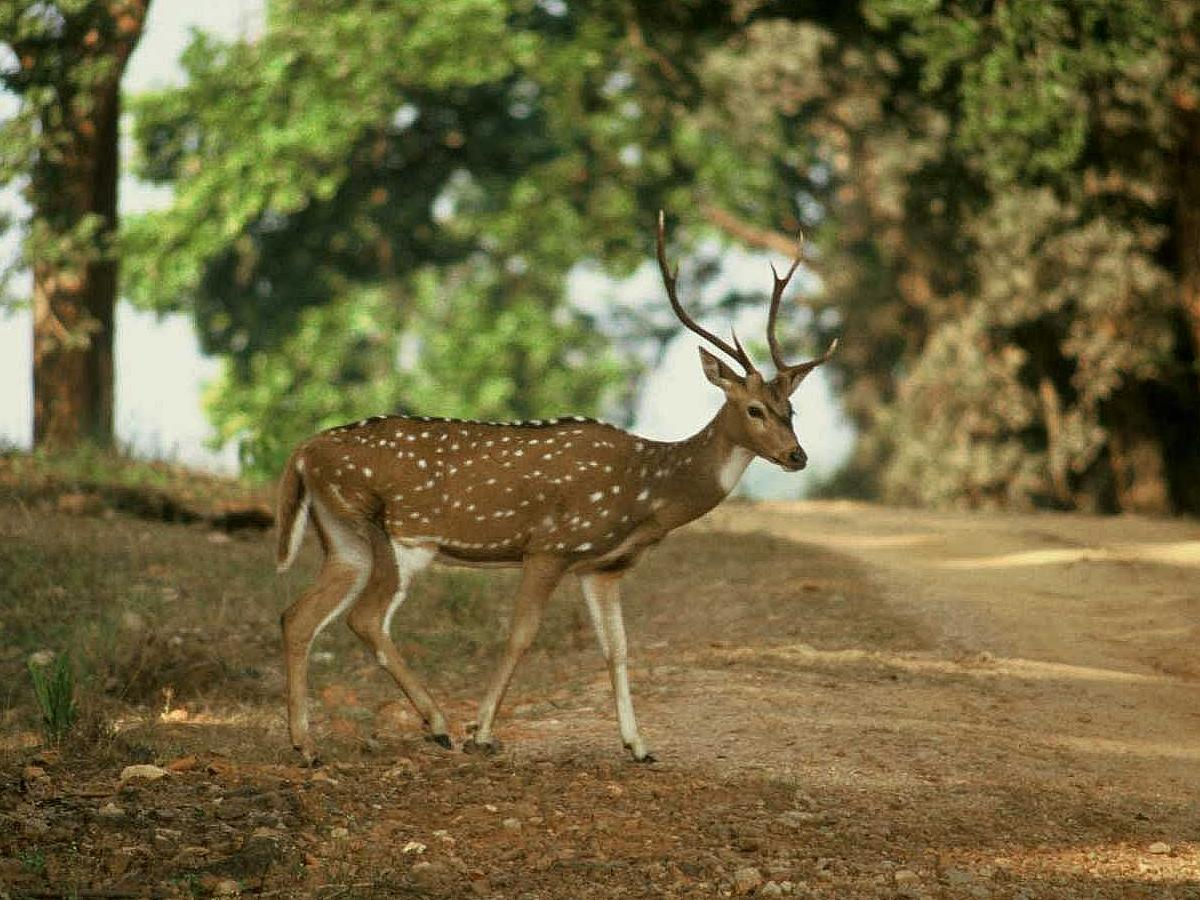
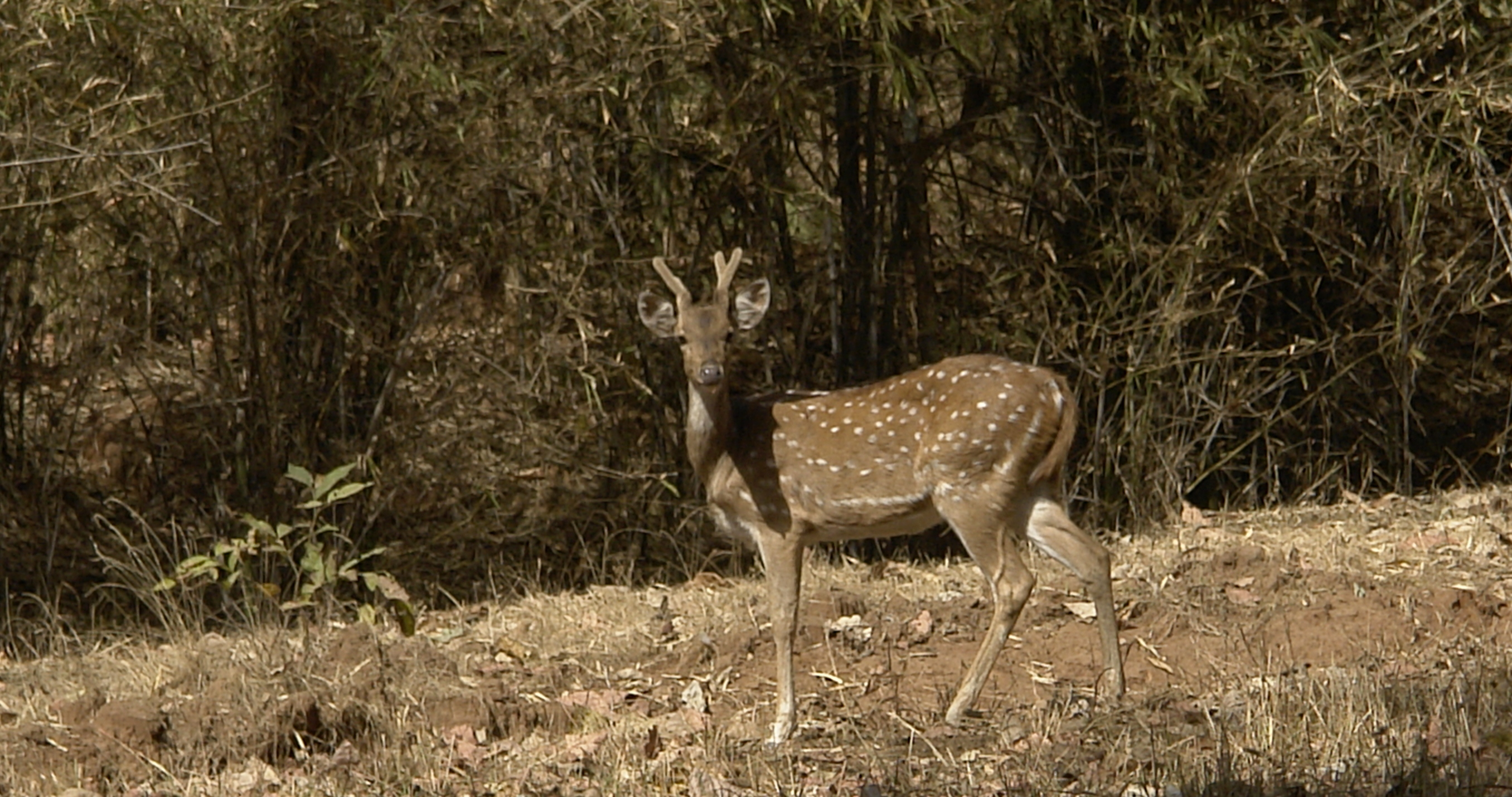
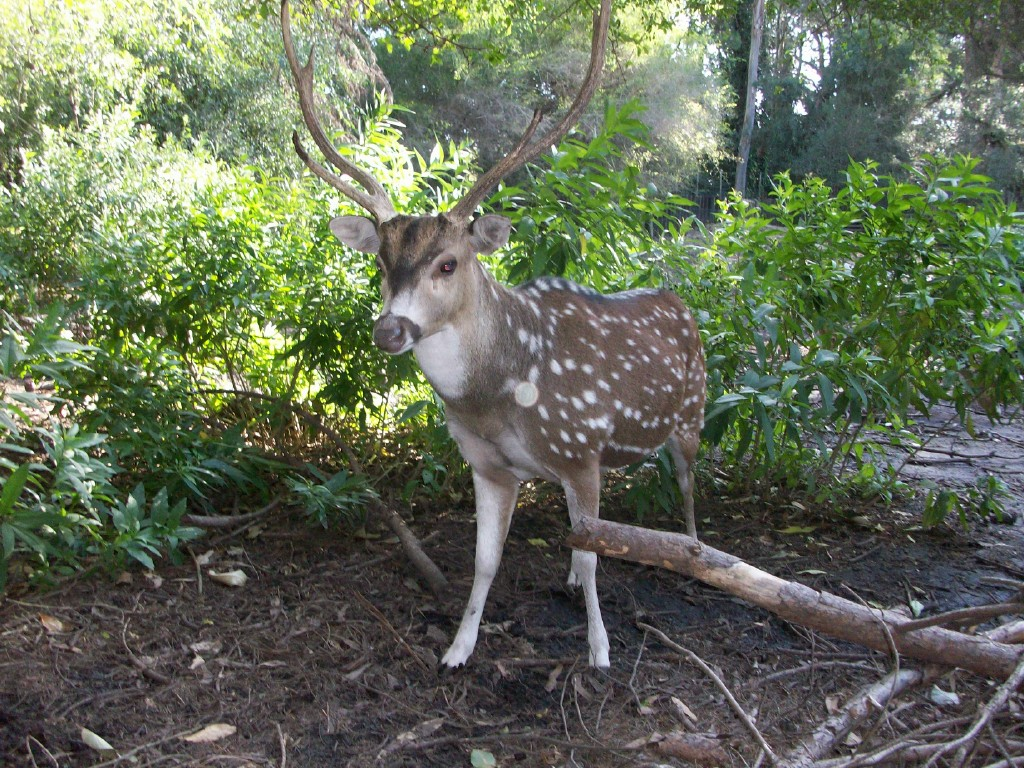
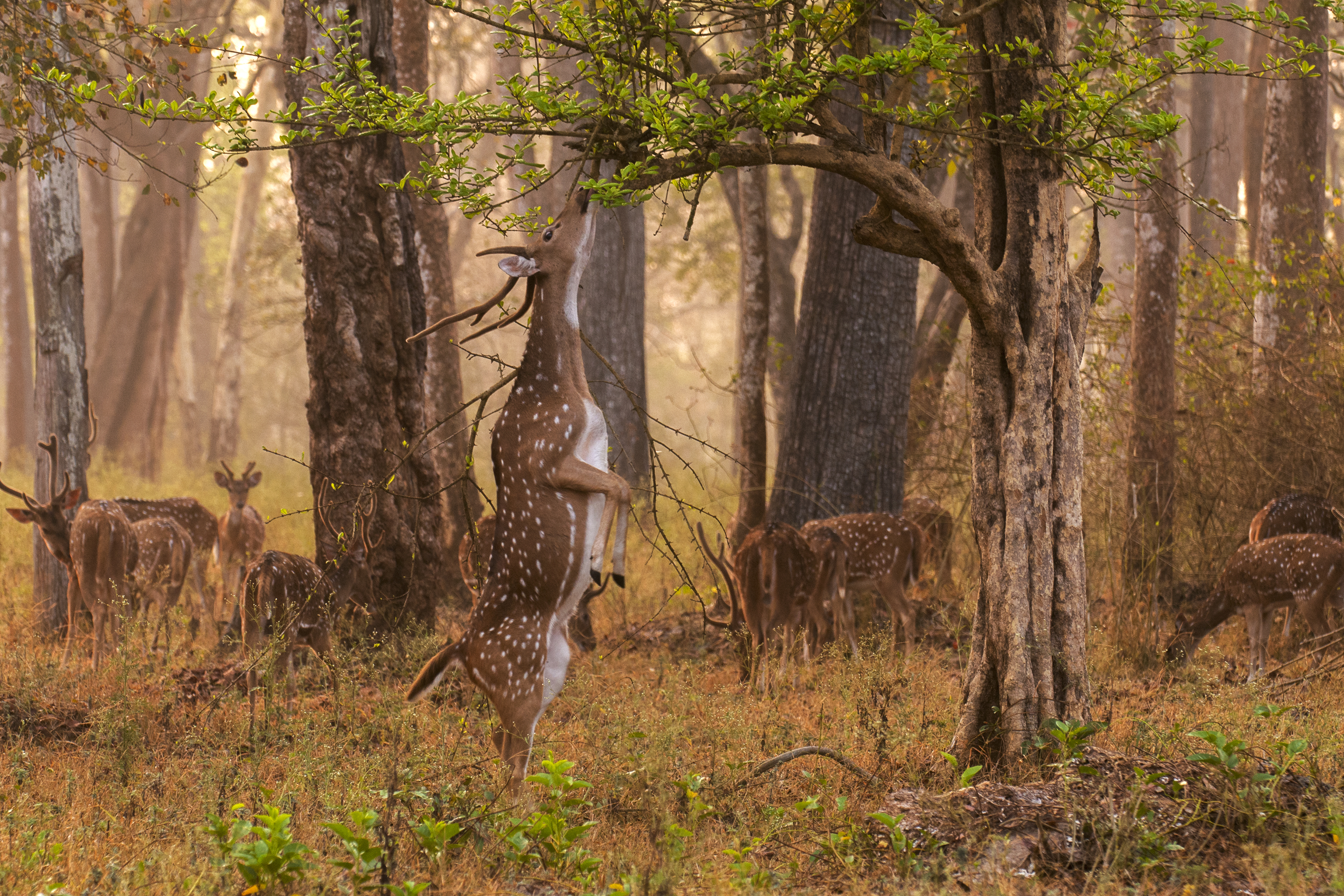